# Rivas Futura (metropolitana di Madrid)
Rivas Futura è una stazione della Metropolitana di Madrid della linea 9.
Si trova nel comune di Rivas-Vaciamadrid

## Storia
La stazione è stata inaugurata l'11 luglio 2008.

## Accessi
Vestibolo Rivas Futura
- Concepción Arenal Calle Concepción Arenal, s/n (angolo con Avenida Aurelio Álvarez)
- Marie Curie Calle Marie Curie, s/n (angolo con Calle Concepción Arenal)
- Ascensore livello del parcheggio